# Paloich
Paloich ist ein Ort im Bundesstaat Upper Nile im Norden des Südsudan.

## Name
Der Name wird in unterschiedlichster Orthographie wiedergegeben: Palogue, Palouge, Baloish, Paloug, Paluge, Phaloich, Phalogue, Phalouge, Baloish, Phaloug, Phaluge, Paloch, u. a.

## Geographie
Der Ort liegt östlich von Melut im Melut Basin, einem Grabenbruch im Südsudan. Das Gelände ist flach, die Gegend wurde zur Erdölförderung erschlossen und das Palogue Oil Field ist nach dem Ort benannt. Es gibt den Paloich Airport und das Kraftwerk Palouge Power Plant.

## Geschichte
Aufgrund der Erdölvorkommen war das Gebiet in den Bürgerkriegen des Sudan und des Südsudan immer wieder umkämpft. Im Verlauf des Zweiten Sudanesischen Bürgerkrieges waren die Ölförderanlagen immer unter der Kontrolle der Regierung, wurden aber wiederholt von Rebellen der Sudan People’s Liberation Movement-in-Opposition (SPLM-IO) angegriffen. Nach der Pagak Offensive 2017 behauptete die Sudan People’s Liberation Army (SPLA) jedoch, alle Aufständischen aus dem Gebiet vertrieben zu haben und volle Sicherheit hergestellt zu haben.

## Klima
Hohe Temperaturen und eine Regenzeit von April bis Oktober prägen das tropisch-feuchte Klima. In der Trockenzeit steigen die Temperaturen auf durchschnittlich 36 Grad Celsius am Tag und weit über 20 Grad Celsius in der Nacht. In der Regenzeit liegen die Temperaturen bei 30–33 Grad Celsius tagsüber und 21–23 Grad Celsius nachts. Die Luftfeuchtigkeit liegt dann bei 70–80 %.